# Sun Longjiang
Sun Longjiang (chinesisch 孙龙将; * 23. August 1992 in Jilin) ist ein ehemaliger chinesischer Eisschnellläufer.

## Werdegang
Sun trat international erstmals bei den Juniorenweltmeisterschaften 2008 in Changchun in Erscheinung. Dort kam er auf den 14. Platz im Kleinen-Vierkampf und auf den achten Rang in der Teamverfolgung. In der Saison 2008/09 nahm er in Berlin erstmals am Eisschnelllauf-Weltcup teil, wobei er in der B-Gruppe die Plätze 28 und 19 über 500 m sowie den zehnten Platz in der Teamverfolgung errang und lief bei den Juniorenweltmeisterschaften 2009 in Zakopane auf den 12. Platz in der Teamverfolgung sowie auf den fünften Rang im Kleinen-Vierkampf. In der folgenden Saison wurde er bei den Asienmeisterschaften 2010 in Obihiro Sechster über 5000 m sowie jeweils Fünfter über 1500 m und 10000 m und errang bei den Olympischen Winterspielen 2010 in Vancouver den 35. Platz über 1500 m. Seine besten Platzierungen bei den Juniorenweltmeisterschaften 2010 in Moskau waren der 11. Platz im Kleinen-Vierkampf und der achte Rang in der Teamverfolgung. In der Saison 2010/11 belegte er bei den Asienmeisterschaften 2011 in Harbin jeweils den achten Platz über 1500 m und 5000 m sowie den siebten Rang über 10000 m und bei den Winter-Asienspielen 2011 in Astana jeweils den sechsten Platz über 1500 m und 5000 m sowie den vierten Rang in der Teamverfolgung. Bei den Asienmeisterschaften in Changchun zwei Jahre später gewann er die Bronzemedaille über 1500 m. Zudem wurde er dort Fünfter über 5000 m und Vierter über 10000 m. In der Saison 2013/14 belegte er bei der Mehrkampfweltmeisterschaft 2014 in Heerenveen den 14. Platz im Großen-Vierkampf und holte bei den Asienmeisterschaften 2014 in Tomakomai die Goldmedaille über 10000 m. Außerdem errang er dort jeweils den vierten Platz über 1500 m und 5000 m.
In der Saison 2014/15 kam Sun mit drei Top-Zehn-Platzierungen, darunter zwei siebte Plätze auf den 12. Platz im Massenstart-Weltcup und lief bei den Einzelstreckenweltmeisterschaften 2015 in Heerenveen auf den 15. Platz im Massenstart. Zudem gewann er bei den Asienmeisterschaften 2015 in Changchun jeweils die Goldmedaille über 5000 m und 10000 m und errang über 1500 m den vierten Platz. Seinen letzten Weltcup absolvierte er im Januar 2016 in Stavanger, welchen er in der B-Gruppe auf dem 22. Platz über 5000 m beendete. Bei den Einzelstreckenweltmeisterschaften 2016 in Kolomna errang er den 17. Platz im Massenstart.
Sun wurde jeweils viermal chinesischer Meister im Großen-Vierkampf (2009, 2011, 2013, 2015) und über 5000 m (2009, 2010, 2014, 2016), jeweils zweimal über 1000 m (2010, 2014) und 1500 m (2009, 2010) sowie einmal über 10000 m (2009).

## Erfolge

### Olympische Spiele
- 2010 Vancouver: 35. Platz 1500 m

### Mehrkampf-Weltmeisterschaften
- 2014 Heerenveen: 14. Platz Großen-Vierkampf

### Einzelstrecken-Weltmeisterschaften
- 2015 Heerenveen: 15. Platz Massenstart
- 2016 Kolomna: 17. Platz Massenstart

### Asienmeisterschaften
- 2010 Obihiro: 5. Platz 1500 m, 5. Platz 10000 m, 6. Platz 5000 m
- 2011 Harbin: 7. Platz 10000 m, 8. Platz 1500 m, 8. Platz 5000 m
- 2013 Changchun: 3. Platz 1500 m, 4. Platz 10000 m, 5. Platz 5000 m
- 2014 Tomakomai: 1. Platz 10000 m, 4. Platz 1500 m, 4. Platz 5000 m
- 2015 Changchun: 1. Platz 10000 m, 1. Platz 5000 m, 4. Platz 1500 m

### Winter-Asienspiele
- 2011 Astana: 4. Platz Teamverfolgung, 6. Platz 1500 m, 6. Platz 5000 m

## Persönliche Bestzeiten
| Disziplin | Zeit         | Datum             | Ort            |
| --------- | ------------ | ----------------- | -------------- |
| 500 m     | 36,11 s      | 7. November 2015  | Calgary        |
| 1000 m    | 1:10,00 min  | 17. November 2017 | Calgary        |
| 1500 m    | 1:46,40 min  | 19. November 2017 | Calgary        |
| 3000 m    | 3:52,86 min  | 12. März 2010     | Moskau         |
| 5000 m    | 6:27,99 min  | 13. November 2015 | Calgary        |
| 10000 m   | 13:46,21 min | 21. November 2015 | Salt Lake City |